# Боцарис, Костас
Костас (Кицос, Константин) Боцарис (греч. Κώστας (Κίτσος) Μπότσαρης, 1792—1853) — участник Освободительной войны Греции, генерал и депутат греческого парламента.

## Молодость
Костас Боцарис - младший брат известного героя Освободительной войны Греции М.Боцариса. Костас родился в известной семье (клане) сулиотов (Эпир). В 1803 году Костас, вместе с братом Маркосом и оставшимися в живых сулиотами, прорвался из Сулиона, занятого Али-пашой Тепеленским, и переправился на Ионические острова. Здесь братья поступили на службу в, организованный французами, батальон сулиотов. В 1814 году он вступил в тайное греческое общество Филики Этерия.

## Греческая революция
21 августа 1823 года Костас, под командованием своего брата, принимал участие в дерзкой атаке на турецкий лагерь (Битва при Карпениси), где и погиб его брат. После смерти брата, Костас принимал участие в обороне города Месолонгион (Вторая осада Месолонгиона). В феврале 1825 года, Костас Боцарис командовал отрядом сулиотов, на левом фланге греческих войск, в Сражении при Креммиди, недалеко от города Пилос, против турко-египтян. Сулиоты героически попытались закрыть образовавшуюся брешь в центре расположения греческих войск, были окружены, но прорвались, оставив на поле боя 500 убитых товарищей (см. Осада Наварино (1825)). Во главе отряда сулиотов и под командованием военачальника Караискакис, Костас Боцарис принимал участие в боях 1827 года, в районе городов Пирей и Афины.

## После освобождения
Костас Боцарис продолжил службу в греческой армии, дослужился до звания генерала и стал депутатом греческого парламента. Умер Костас Боцарис 13 ноября 1853 года, в городе Афины.